# Candy Dulfer
Candy Dulfer (* 19. září 1969 Amsterdam, Nizozemsko) je nizozemská zpěvačka a saxofonistka.

## Život
Byla silně ovlivněna svým otcem, známým jazzovým hudebníkem, a již ve svých šesti letech se poprvé seznámila se saxofonem. Ve dvanácti letech hrála v první kapele s Rosou Kingovou.
V roce 1987 doprovázela s vlastní skupinou Funky Stuff (již založila už ve svých čtrnácti letech) zpěvačku Madonnu na evropské části jejího turné. V roce 1990 měla společný hit s kytaristou Davem Stewartem – „Lily Was Here“. Později spolupracovala s Davem Gilmourem a Vanem Morrisonem. Účinkovala po boku Prince, Pink Floyd, Maceo Parkera, Arethy Franklin a Beyoncé. Hudebně se její styl postupně mění od jazzu spíše k popu a rocku. Naznačilo to už album Candy Store.

## Diskografie (výběr)

### Sólo alba
- 1989: Lily was here (Anxious) s Davem Stewartem
- 1990: Saxuality (BMG)
- 1993: Sax-a-go-go (BMG)
- 1995: Big girl (BMG)
- 1997: For the love of you (BMG)
- 1999: Girls night out (BMG)
- 2001: Live In Amsterdam (BMG)
- 2002: Dulfer Dulfer (Eagle Rock) s Hansem Dulferem
- 2003: Right in My soul (Eagle Rock)
- 2005: Live at Montreux 2002 (Eagle Rock)
- 2007: Candy Store (Heads Up)
- 2009: Funked Up & Chilled Out (Heads Up)
- 2017: Together

### Jako doprovod
Maceo Parker:
- 1992: Life on planet groove (PolyGram)

Prince:
- 1989: Batman Soundtrack
- 1990: Graffiti Bridge
- 2002: One Night alone live
- 2004: Musicology
- 2006: 3121

Van Morrison:
- 1991: Hymns to the silence (Polydor)
- 1993: Too long in exile (Polydor)